# Philtraea paucimacula
Philtraea paucimacula là một loài bướm đêm trong họ Geometridae.